# Барон Арундел
Барон Арундел (англ. Baron Arundel) — дворянский титул в пэрстве Англии, известный с 1377 года. В настоящее время является младшим титулом герцогов Норфолков.

## История
Титул был создан 4 августа 1377 года, когда Джон Фицалан, второй из выживших сыновей Ричарда Фицалана, 10-го графа Арундела, был вызван в английский парламент как барон Арундел. К тому моменту он был женат на Элеоноре Мальтраверс, 2-й баронессе Мальтраверс, поэтому не исключено, что его титул был тождествен титулу жены. 
В 1415 году Джон Фицалан, 3-й барон Арундел, внук 1-го барона, унаследовал титул графа Арундела, однако на графский титул нашлись и другие претенденты. Из-за этих споров сам Джон вызывался в парламент как барон, а его наследник, Джон Фицалан, в 1429 годы был впервые вызван в парламент как барон Арундел. Только в 1433 году он впервые был вызван в парламент как граф Арундел. С этого момента титул барона Арундел вошёл в титулатуру графов Арундел. 
В настоящее время он является младшим титулом герцогов Норфолков.

## Список баронов Арундел
- 1377—1379: Джон Фицалан (ок. 1351 — 15 декабря 1379) — 1-й барон Арундел с 1377 года, барон Мальтраверс (по праву жены), граф-маршал Англии с 1377[1].
- 1379—1390: Джон Фицалан (30 ноября 1364 — 14 августа 1390) — 2-й барон Арундел с 1379, 3-й барон Мальтраверс (де-юре) с 1379, сын предыдущего[1].
- 1390—1421: : Джон Фицалан (1 августа 1385 — 21 апреля 1421) — 3-й барон Арундел с 1379, 4-й барон Мальтраверс с 1405, 6/13-й граф Арундел с 1415, сын предыдущего[1].
- 1421—1435: : Джон Фицалан (14 февраля 1408 — 12 июня 1435) — 4-й барон Арундел и 5-й барон Мальтраверс с 1421, 6/14-й граф Арундел с 1433, сын предыдущего[1].

Список последующие баронов перечислен в статье граф Арундел.